# Further Definitions
Further Definitions (1961) es un álbum de jazz de Benny Carter y su orquesta, formada por Coleman Hawkins y Jo Jones, entre otros. Producido por Bob Thiele, fue editado por Impulse!.

## Canciones
1. «Honeysuckle Rose» (Andy Razaf–Waller) –3:50 (soloístas: Rouse, Woods, Hawkins, Carter)
2. «The Midnight Sun Will Never Set» (Jones–Cochran–Salvador) –3:57 (soloístas: Hawkins, Katz, Carter)
3. «Crazy Rhythm» (Caesar–Meyer–Kahn) –3:23 (soloístas: Hawkins, Woods, Rouse, Carter, Katz)
4. «Blue Star» (Carter) –5:19 (soloístas: Hawkins, Carter, Katz, Carter)
5. «Cotton Tail» (Ellington) –4:24 (soloístas: Hawkins, Carter, Rouse, Woods, Hawkins, Katz)
6. «Body and Soul» (Green–Sour–Heyman–Eyton) –4:09 (soloístas: Woods, Rouse, Carter, Hawkins)
7. «Cherry» (Redman–Gilbert) –4:52 (soloístas: Carter (intro), Rouse, Carter, Rouse, Woods, Hawkins)
8. «Doozy» (Carter) –3:32 (soloístas: Katz, Woods, Hawkins, Carter, Rouse, Katz)

## Músicos
- Benny Carter — saxo alto
- Phil Woods — saxo alto
- Coleman Hawkins — saxo tenor
- Charlie Rouse — saxo tenor
- John Collins — guitarra
- Dick Katz — piano
- Jimmy Garrison — contrabajo
- Jo Jones — batería